# 寺沢みづほ
寺沢 みづほ（てらさわ みづほ、1951年 -　）は、アメリカ文学者、早稲田大学教授。

## 来歴
長野県飯田市生まれ。1973年、お茶の水女子大学文教育学部英文科卒業、1976年、東京大学大学院人文研究科英語英文学修士課程修了。1981年、同大学大学院博士課程単位取得退学、和光大学人文学部専任講師。1985年、同大学助教授。1990年、早稲田大学教育学部英語英文学科専任講師、1991年助教授、1996年教授。

## 著書
- 『民族強姦と処女膜幻想 日本近代・アメリカ南部・フォークナー』御茶の水書房 1992

### 翻訳
- ドロシー・ディナースタイン『性幻想と不安』岸田秀共訳 河出書房新社 1984
- アンドレア・ドウォーキン『インターコース 性的行為の政治学』青土社 1990
- アンドレア・ドウォーキン『ポルノグラフィ 女を所有する男たち』青土社 1991
- マリアンヌ・ハーシュ『母と娘の物語』紀伊国屋書店 1992
- アンドレア・ドウォーキン『贖い』青土社 1993
- ジェシカ・ベンジャミン『愛の拘束』青土社 1996
- アンドレア・ドウォーキン『女たちの生と死』青土社 1998
- レオナード・シェンゴールド『魂の殺害 虐待された子どもの心理学』青土社 2003
- ロバート・W.ハンブリン、チャールズ・A.ピーク編著『ウィリアム・フォークナー事典』雄松堂出版 アメリカ文学ライブラリー 2006

## 参考
- 『民族強姦と処女膜幻想』著書紹介
- J-GLOBAL